# Smiljevac (Bośnia i Hercegowina)
Smiljevac (cyr. Смиљевац) – wieś w Bośni i Hercegowinie, w Republice Serbskiej, w gminie Lopare. W 2013 roku liczyła 98 mieszkańców.